# Congost d'Olvena
El congost d'Olvena és un pas estret entre muntanyes, excavat per les aigües del riu Éssera, afluent del Cinca per l'esquerra, al sud de la Ribagorça aragonesa. El Congosto de Ventamillo, del mateix riu, està situat al nord del congost d'Olvena.
El congost està situat al sud del pantà de Barasona o l'embassament Joaquín Costa (Joaquín Costa Martínez), la Labitolosa, prop de La Pobla de Castre (vila aigua amunt de l'estret) i al nord del Somontano de Barbastre.

## Història
S'han trobat enterraments del VI mil·lenni aC de l'antic neolític.
Des d'Olvena, poble conquerit pel cònsol Fulvi, situat dalt del congost els romans defensaven aquest pas.

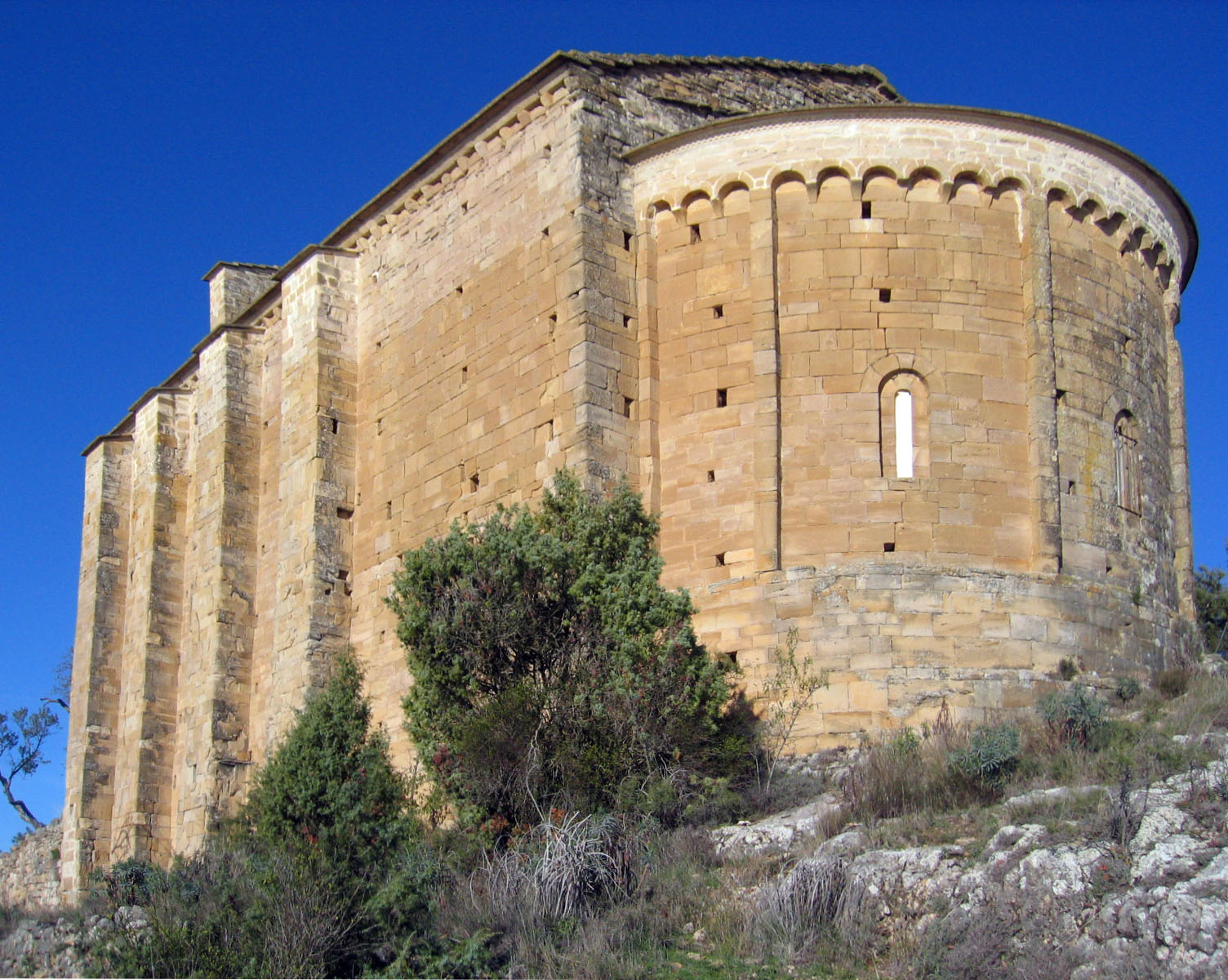
Església de Sant Roman, dalt del congost

## Llocs d'interés
- Cueva del Moro.
- Església romànica situada l'entrada del pas, a la dreta de l'Éssera, a 744 metres d'altitud. És el que queda del castell de Castre.[8]